# Bleimerschloß
Bleimerschloß ist ein Gemeindeteil der Stadt Greding im Landkreis Roth (Mittelfranken, Bayern). Bleimerschloß liegt in der Gemarkung Kraftsbuch.

## Lage
Bleimerschloß liegt im Weißen Jura auf etwa 500 m ü. NHN westlich des Schwarzachtales auf „einer nach Norden verlaufenden Hügelzunge mit Steilhängen“. Nach Bleimerschloß geht eine Anliegerstraße, die nördlich von Linden von einer Straße abzweigt, die von Enkering über Berletzhausen, Niefang, Euerwang und Linden zur Staatsstraße 2336 führt. Etwa 800 Meter östlich verläuft der Euerwangtunnel der Schnellfahrstrecke Nürnberg–Ingolstadt.

## Beschreibung
Die heute nicht mehr vorhandene Burg, aus der Bleimerschloß hervorgegangen ist, bestand aus einem Bering mit darin liegenden Gebäuden. An drei Seiten boten Steilhänge natürlichen Schutz, auf der Südseite war wohl ein heute nicht mehr nachweisbarer Halsgraben vorhanden. Nahe der Ostecke des Berings stand an dessen Innenseite ein rechteckiger Turm aus Bruchsteinen mit den Innenmaßen von 2 × 3 Metern, der entweder ein Burgfried war oder als Brunnenturm genutzt wurde, da der Turmschaft bis fünf Meter unter das heutige Niveau reicht. Einer Urkunde von 1363 ist zu entnehmen, dass es eine Burgkapelle gab.

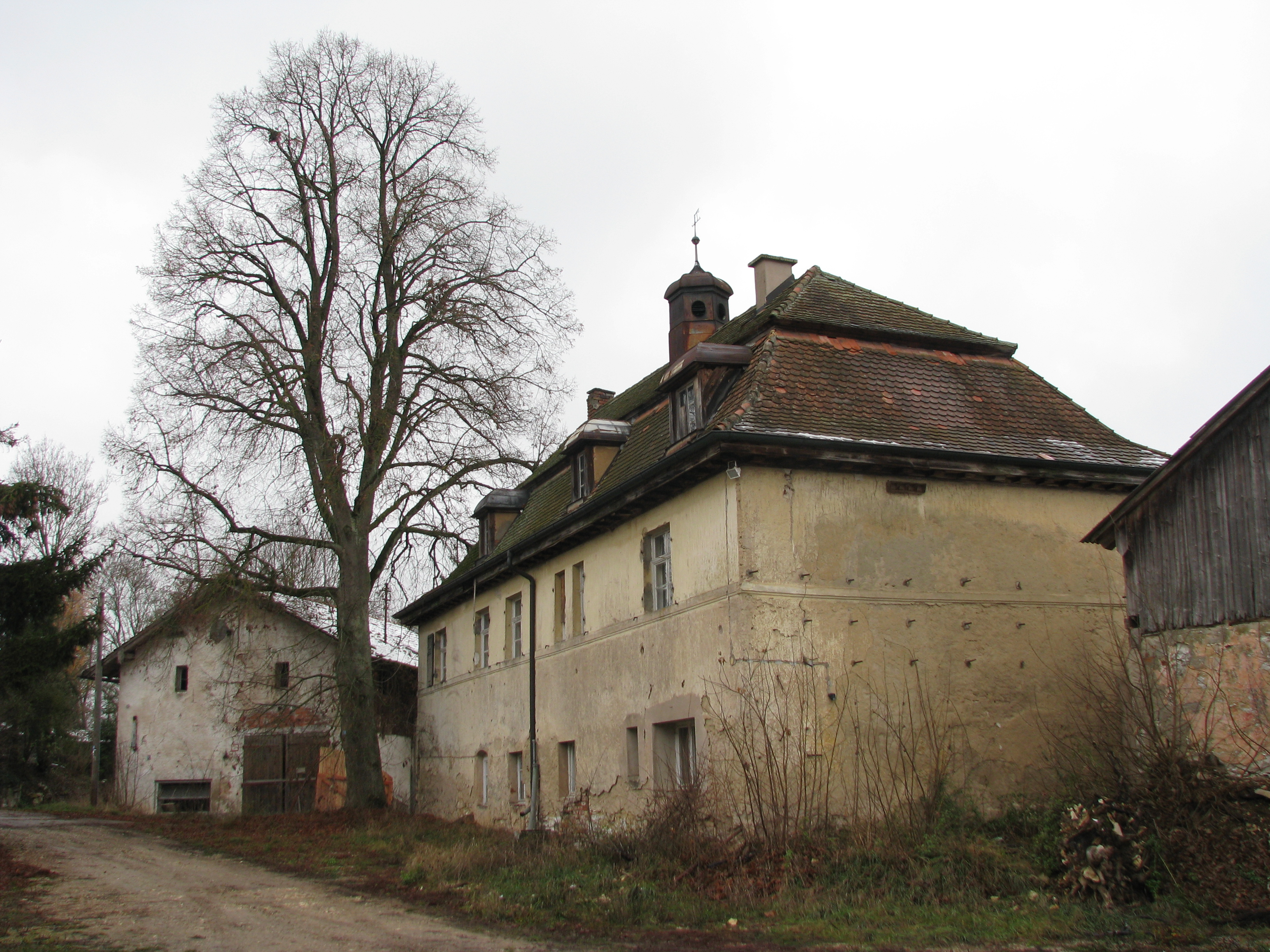
Bleimerschloß heute: Das ehemalige Gutshaus

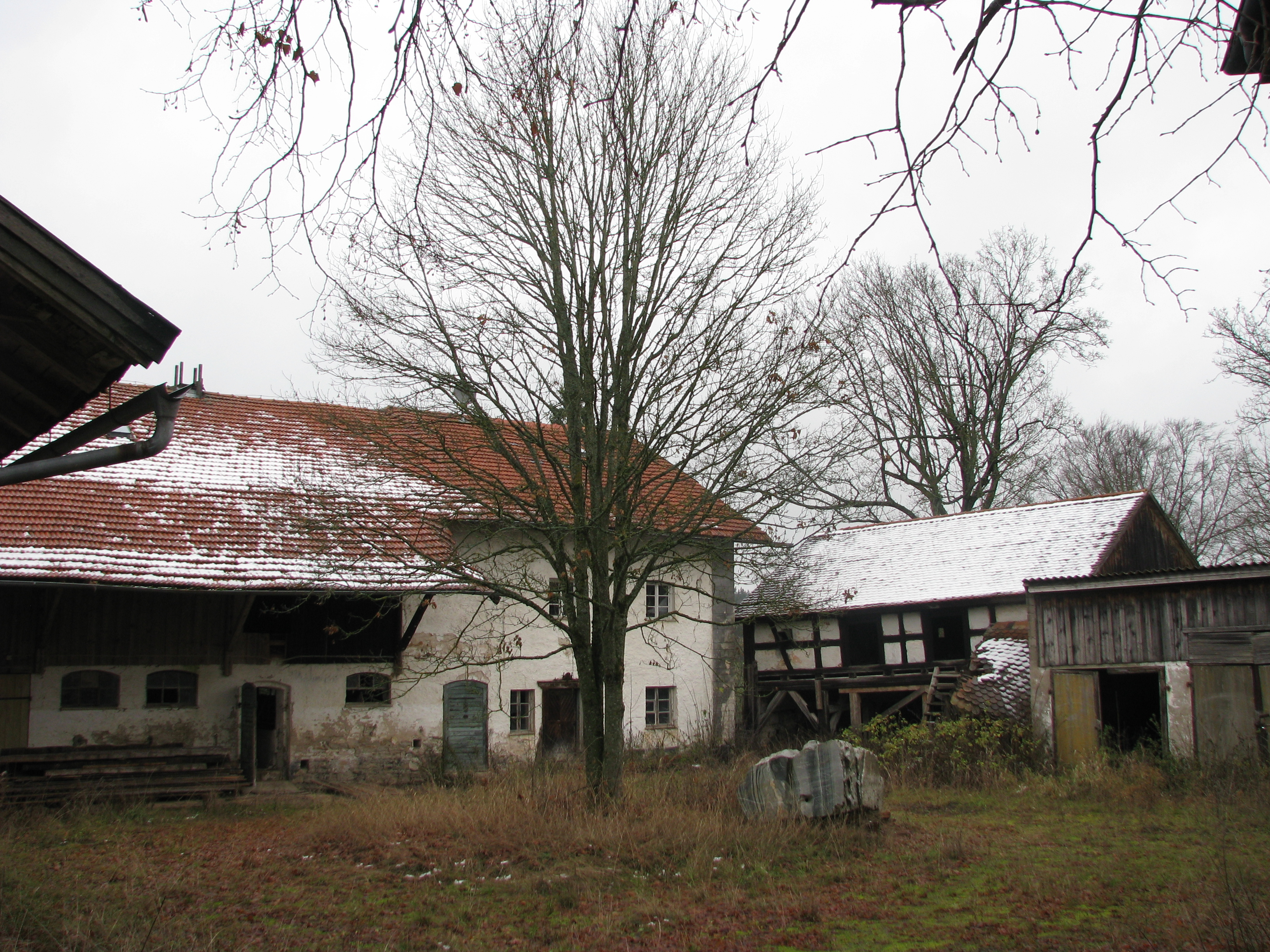
Nicht mehr genutzte Ökonomiegebäude des Gutes Bleimerschloß

Von den Burggebäuden und vom Bering sind oberirdisch keine Spuren mehr vorhanden. Die heutigen Wohn- und Ökonomiebauten von Bleimerschloß wurden im 19. bzw. frühen 20. Jahrhundert im Bereich der mittelalterlichen Vorburg errichtet. Sie gelten als Baudenkmäler, verfallen aber augenscheinlich.

## Geschichte
Von 1157 bis circa 1450 sind die Herren von „Buch“ (auch Puch, Puech = Waldlagenbezeichnung), dem späteren „Kraftsbuch“ genannt. Nach dem 1157 erstgenannten Pernhard von Buch wird der Besitz, die Ansiedelung und der etwa zehn Gehminuten davon östlich gelegene Ansitz, auch „Pernhardespuch“ genannt, so in einer Rebdorfer Urkunde von 1239. An weiteren Bucher Adeligen werden genannt: Heinrich (1238), die Brüder Berengar und Heinrich (1285), als letzter im 16. Jahrhundert Ulrich zu Buch mit den Söhnen Wilhelm und Sigismund.
1318 verkauften die Ortsadeligen von Buch, die Gebrüder Bernhard, Heinrich und Götz sowie ihr Schwager Ulrich von Morsbeck/Morsbach (erwähnt 1304 bis 1333) ihre Burg, die sie als Lehen des Bischofs von Eichstätt besaßen, sowie das halbe Dorfgericht von Buch an das Eichstätter Domkapitel. 1322 veräußerte das Domkapitel die Burg „Puch“ an Konrad dem Älteren, Vizedom von Eichstätt, und seine Söhne Albrecht und Friedrich, die allesamt dem Ritterstand angehörten. 1363 erscheint ein Ulrich Morsbeck zu Buech/Puch; sein Sohn Heinrich saß 1365, als er zwei Messen in die Burgkapelle zu Kraftsbuch stiftete, zu Untermässing.
1378 hatte ein Konrad Polanter die Burg inne. Bald darauf, unter Bischof Friedrich von Oettingen, war Heinrich von Morsbach mit der Burg belehnt. Unter den Bischöfen Johann von Heideck und Albert von Hohenrechberg war Kraft Morsbeck/Craft von Morspeck(en) der Lehensnehmer; er ist 1398 bis 1415 in Urkunden zu finden. Von ihm leitet sich die spätere Dorfbenennung „Kraftsbuch“ ab. 1489 ist vom „castrum Puch“, also vom Schloss Buch die Rede. Nachdem das Eichstätter Ministerialengeschlecht der Morsbacher mit Wilhelm und Sigismund Morsbeck († 1507), Söhne eines Ulrich Morsbeck zu Kraftsbuch, ausgestorben waren (sie sind im Plankstetten begraben), fielen Kraftsbuch und die Burg als erledigtes Lehen an den Bischof zurück. 1527 entschied jedoch das Reichskammergericht, dass der Besitz an Haug/Hugo von Parsberg gehen soll, dessen Frau aus dem Geschlecht der Morsbacher stammte. 1541 oder 1544 (beide Jahreszahlen sind in den Quellen aufgeführt) verkaufte der Parsberger die Burg zusammen mit dem Schloss Untermässing an den Eichstätter Bischof Moritz von Hutten.
Eine neue Lehenvergabe fand nicht mehr statt. Um 1570 sitzt ein Bauer namens Stephan Bleymer auf dem Gut. 1601 erscheint die ehemalige Burg wiederum als ein bäuerliches Anwesen. 1730 verkaufte der Bauer Bleymer das Gut, das er „wegen der großen Gilt und anderer Aufgaben“ nicht mehr halten konnte, an das Kloster Notre Dame zu Eichstätt. Die Bezeichnung „Bleimerschloß“ geht auf diese Besitzerfamilie zurück. Die restlichen Burgmauern, „so der Schwedt (im Dreißigjährigen Krieg) noch hat stehen lassen“, wurden vom Kloster abgerissen, „also daß man nimmer sehen kann daß einmal allda ein Schloß gestanden sein“.
Am Ende des Alten Reiches gehörte „Bleimers Schloßhof“ nach wie vor der Kongregation de Notre Dame in Eichstätt. Die hier sitzende Untertanen-Familie war in die Pfarrei Heimbach gepfarrt. Die Hochgerichtsbarkeit übte das bischöfliche Richteramt Greding aus. Bezüglich der Dorf- und Gemeindeherrschaft gehörte Bleimerschloß zu Kraftsbuch.
Infolge der Reichsdeputationshauptschlusses wurde das Bleimerschloß als klösterlicher Besitz säkularisiert und kam 1802 an den Großherzog Erzherzog Ferdinand III. von Toskana. 1805/06 wechselte erneut der Landesherr; nunmehr gehörte Bleimerschloß, in Privatbesitz übergegangen, zum neuen Königreich Bayern. 1808 wurde die Einöde mit dem Kirchdorf Kraftsbuch und dem Kirchdorf Linden dem Steuerdistrikt Grafenberg unterstellt, der 1811 zur Ruralgemeinde Grafenberg wurde. Mit dem Gemeindeedikt von 1818 wurde die Gemeinde Kraftsbuch gebildet, der das Kirchdorf selber sowie Linden und Bleimerschloß angehörten. Zunächst war diese Gemeinde dem Landgericht Raitenbuch zugeordnet, ab 1812 dem Landgericht Greding.
1839 starb als Besitzer des Gutes der berüchtigte „Blamerschloßbartl“ Bartholomäus Kraus; seine Erben ließen das Ökonomiegut versteigern. Es bestand aus einem Wohnhaus, aus Stallungen, Städeln, Schüpfen und Rebenhaus, vier Tagewerk Gärten, 181 Tagwerk Äcker, 21 Tagwerk Wiesen, 28 Tagwerk Waldungen und neun Tagwerk Weidegrund und Ödungen. Die Gutsbesitzer wechselten danach häufig. 1846 bestand Bleimerschloß aus einem Anwesen mit 14 protestantischen „Seelen“ einer Familie. 1863 hieß der Ökonom Baumeister; er baute Esparsette „mit Nutzen“ an und betrieb seit 15 Jahren eine damals noch seltene reine Stallfütterung beim Rindvieh. 1871 wurden von den neun Bewohnern der Einöde, in der sieben Gebäude standen, fünf Pferde und 13 Stück Rindvieh gehalten; die Kinder gingen nach Euerwang zur Schule.
1900 wohnten in zwei Wohngebäuden nunmehr zwölf Personen. Die Einwohnerzahl erreichte nach dem Zweiten Weltkrieg durch Flüchtlinge und Heimatvertriebene vorübergehend einen Höchststand. So waren bis zu 32 „Fremdpersonen“ auf dem Gutshof untergebracht. Im Zuge der Gebietsreform in Bayern wurde Kraftsbuch und damit Bleimerschloß zum 1. Januar 1972 in die Stadt Greding eingegliedert. Einer Verkaufsanzeige vom Mai 2010 ist zu entnehmen, dass die Wohnfläche des ehemaligen Gutsanwesens 500 Quadratmeter beträgt und die Grundstücksfläche 4170 Quadratmeter groß ist. Heutzutage wird hier Weinbau betrieben.

### Einwohnerentwicklung
- 1818: 10 (1 „Feuerstelle“ = Haushaltung; 1 Familie)[30]
- 1823: 10 (1 Anwesen)[31]
- 1836: 15 (1 Familie)[32]
- 1840: 14 (1 Haus, 1 protestantische Familie)[33]
- 1871: 09 (7 Gebäude)[25]
- 1900: 12 (2 Wohngebäude)[26]
- 1937: 19 (9 Katholiken, 10 Protestanten)[34]
- 1950: 25 (2 Anwesen)[35]
- 1961: 07 (1 Wohngebäude)[36]
- 1970: 07[37]
- 1987: 04 (2 Wohngebäude, 3 Wohnungen)[1]

## Freizeit
Von Greding aus führt vom Heimbachtal her der Wanderweg „Nürnberg – Altmühltal“ hinauf zum Bleimerschloß.